# オープンビジネスソフトウェア協会
一般社団法人オープンビジネスソフトウェア協会（- きょうかい、英文名：Japan Open Business Software Association、略称：JOBSA（ジョブサ））は、東京都世田谷区代田六丁目11番14号に事務局を置く一般社団法人で、オープンソースソフトウェア推進団体である。

## 概要
オープンソースソフトウェアのビジネス・行政分野への普及推進を掲げる団体。オープンソースソフトウェアの開発も支援しており、開発者とユーザ向けの勉強会を主催する他、展示会への出展などの啓蒙活動を行っている。
早稲田大学ビジネススクールと千葉県千葉市の協力で発足したSugarCRM日本語ドキュメントプロジェクトを母体に、2010年1月に一般社団法人として設立された。
経済産業省が意見収集のために2009年10月14日から1か月間開設した経済産業省アイディアボックスについて、寄せられた意見を公表するアフターアイディアボックス（after IDEABOX）を、経済産業省の参加、責任の下に、SugarCRMをカスタマイズして構築した。
また、上記の2009年10月14日開設の経済産業省アイディアボックスではSalesforce CRM Ideasを使用していたが、2010年2月16日に新たにプレオープンした経済産業省アイディアボックスはJOBSAがSugarCRMで開発したもので、終了後はソースコードの一般公開が予定されている。

## 活動内容
1. オープンソース業務ソフトウェア及び関連技術についての 研究会,講演会の開催
2. オープンソース業務ソフトウェア及び関連技術に関する普及啓発業務
3. オープンソース業務ソフトウェア及び関連技術に関する展示会,学会に関する業務
4. オープンソース業務ソフトウェア及び関連技術に関するコンサルタント
5. 会員企業による共同開発と共同受注のコーディネイト業務
6. 会員企業への業務斡旋